# Kylmäluoma
Kylmäluoma eller Kylmäluovanjärvi är en sjö i Finland. Den ligger i kommunen Taivalkoski i landskapet Norra Österbotten, i den nordöstra delen av landet, 600 km norr om huvudstaden Helsingfors. Kylmäluoma ligger 243,8 meter över havet. Den är 23,74 meter djup. Arean är 3,84 kvadratkilometer och strandlinjen är 23,38 kilometer lång. Sjön  ingår i Ijo älvs huvudavrinningsområde. 